# Памятник Нечитайло
Памятник Василию Кирилловичу Нечитайло — памятник народному художнику РСФСР, члену-корреспонденту Академии художеств СССР, лауреату государственной премии имени И. Е. Репина, уроженцу города Сальска, установленный 30 сентября 1989 года в родном городе художника. Является объектом культурного наследия регионального значения (№ 611510377370005).

## Описание
Памятник Василию Нечитайло установлен в городе Сальске, на пересечении улиц Ленина и Ворошилова, в непосредственной близости от Сальского художественного музея, носящего его имя. Авторы памятника — скульптор Вячеслав Клыков и архитектор Вячеслав Снегирёв. Постамент памятника выполнен из гранита, фигура Нечитайло из бронзы (литьё). На постаменте выгравирована надпись «Академику живописи Василию Кирилловичу Нечитайло».

## Открытие памятника
Торжественное открытие памятника состоялось 30 сентября 1989 года в рамках празднования «Дня города Сальска».